# Алексеев, Николай Николаевич (генерал)
Никола́й Никола́евич Алексе́ев (25 марта 1875 — 15 сентября 1955, Париж) — генерал-майор, участник Первой мировой войны и Белого движения.

## Биография
Православный. Образование получил в Полоцком кадетском корпусе (1892). В службу вступил 1 октября 1893 года. Окончил Михайловское артиллерийское училище (1895). Из училища выпущен подпоручиком (приказ: 12.08.1895; старшинство с 12.08.1895) в лейб-гвардии 3-ю артиллерийскую бригаду.
Поручик (приказ: 12.08.1899; старшинство с 12.08.1899).
Окончил Николаевскую академию Генерального Штаба (1902; по 1-му разряду). Штабс-капитан гвардии с переименованием в капитаны Главного штаба (приказ 28.05.1902; старшинство с 28.05.1902). Лагерный сбор отбывал в Варшавском военном округе.
01.11.1902 — 30.04.1904 — отбывал цензовое командование ротой в 5-м Финляндском стрелковом полку.
09.06.1904 — 23.01.1905 — старший адъютант штаба 51-й пехотной дивизии.
23.01.- 25.06.1905 — исполняющий должность столоначальника Главного штаба.
25.06.1905 — 01.05.1906 — исполняющий должность столоначальника ГУГШ.
01.05.1906 — 12.10.1909 — помощник делопроизводителя ГУГШ.
Подполковник (приказ 22.04.1907; старшинство с 22.04.1907).
12.10.1909 — 08.10.1911 — прикомандирован к Владимирскому военному училищу для преподавания наук.
Полковник (приказ 10.04.1911; старшинство с 10.04.1911).

## Первая мировая война
08.10.1911 — 14.09.1914 — состоял штаб-офицером, заведующим обучающимися в Николаевской военной академии офицерами.
14.09.1914 — 06.01.1915 — исполняющий должность начальника штаба 56-й пехотной дивизии.
06.01. — 24.01.1915 — исполняющий должность начальника штаба 16-й пехотной дивизии.
С 24 января по март 1915 — помощник начальника отделения управления генерал-квартирмейстера штаба Северо-Западного фронта.
С марта по 20.05.1915 — старший адъютант отдела генерал-квартирмейстера штаба 12-й армии.
Командир 97-го пехотного Лифляндского полка (назначен 20.05.1915; прибыл к полку 31.05.1915). В марте 1916 года командовал полком в Нарочской операции.
С 16 июля по 8 сентября 1916 года — начальник штаба 52-й пехотной дивизии.
С 8 по 18 сентября того же года — исполняющий должность генерала для поручений при командующем 4-й армией.
Исполняющий должность генерал-квартирмейстера штаба 4-й армии (с 18.09.1916; на 3 января 1917 года — в должности).
Генерал-майор (приказ 6 декабря 1916 года; старшинство с 6 декабря 1916 года за отличие) с утверждением в должности.
С 5 мая по 22 сентября 1917 года — командующий 3-й Туркестанской стрелковой дивизией.
22 сентября по октябрь того же года — начальник штаба 5-й армии.
В октябре-ноябре 1917 года — командир 26-го армейского корпуса.

## Гражданская война и эмиграция
Участник Белого движения на юге России.
18 октября 1918 года вступил в ряды Донской армии.
До 22 октября того же года состоял на учёте войскового штаба ВД.
20.10.1918 — 25.01.1919 — командующий Северной группой (Восточного фронта) Донской армии.
25.01. — 23.02.1919 — начальник штаба Восточного фронта.
23.02. — 12.05.1919 — начальник штаба 1-й Донской армии.
12.05.1919 — 23.04.1920 — командир 1-го Донского отдельного корпуса.
Генерал-лейтенант (приказ 18.04.1920).
23.04.1920-1934 — начальник походного штаба войскового атамана ВД .
После эвакуации из Крыма — в Константинополе. С 1921 года — в Болгарии (София). С 1923 года — во Франции (Париж). В 1931 года — член учебного комитета Высших военно-научных курсов. Был председателем Союза Российских кадетских корпусов. Похоронен на кладбище Сент-Женевьев-де-Буа под Парижем.

## Награды
- Орден Св. Станислава 3-й ст. (1906);
- Орден Св. Анны 3-й ст. (06.12.1909);
- Орден Св. Станислава 2-й ст. (06.12.1912);
- Орден Св. Владимира 4-й ст. с мечами и бантом (ВП 21.04.1915);
- Орден Св. Владимира 3-й ст. с мечами (01.12.1915);
- Орден Св. Анны 2-й степени (1915 за отлично-усердную службу и труды понесённые во время военных действий; ВП 31.10.1916);
- Мечи и бант к имеющемуся орден Св. Анны 3-й ст. (ВП 30.01.1917);
- Орден Св. Станислава 1-й ст. с мечами (ПАФ 25.09.1917).
- Пожалование старшинства в чине полковника с 10.04.1909 (ВП 10.09.1916) и с 10.04.1908 (ВП 30.10.1916).